# Omalogyra fusca
Omalogyra fusca es una especie de molusco gasterópodo de la familia Omalogyridae.

## Distribución geográfica
Se encuentra  en Nueva Zelanda.